# Sinram & Wendt (Unternehmen)

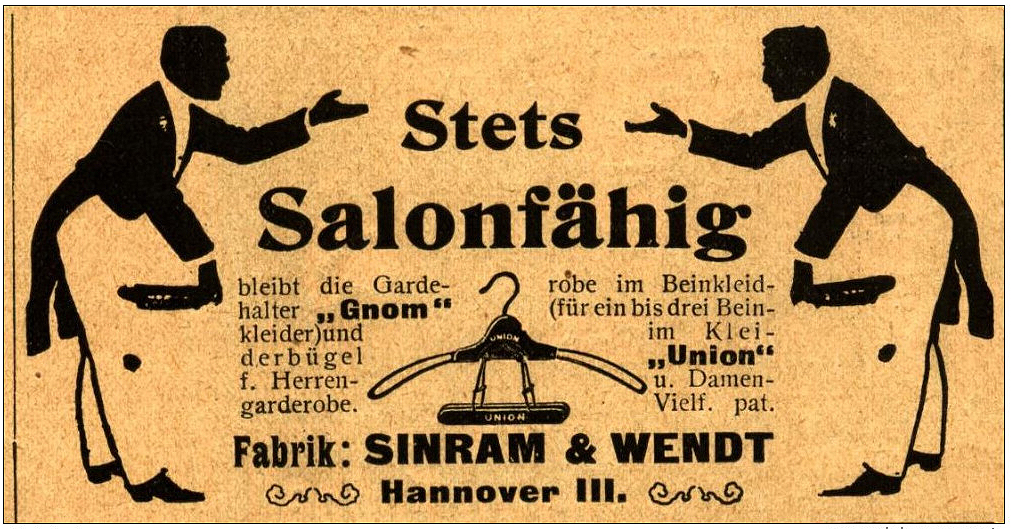
„Stets Salonfähig bleibt die Garderobe im Beinkleidhalter ‚Gnom‘ (für ein bis drei Beinkleider) und im Kleiderbügel ‚Union‘ für Herren- und Damengarderobe. Vielfach patentiert. Fabrik: Sinram & Wendt, Hannover III“;
Werbeanzeige von 1902

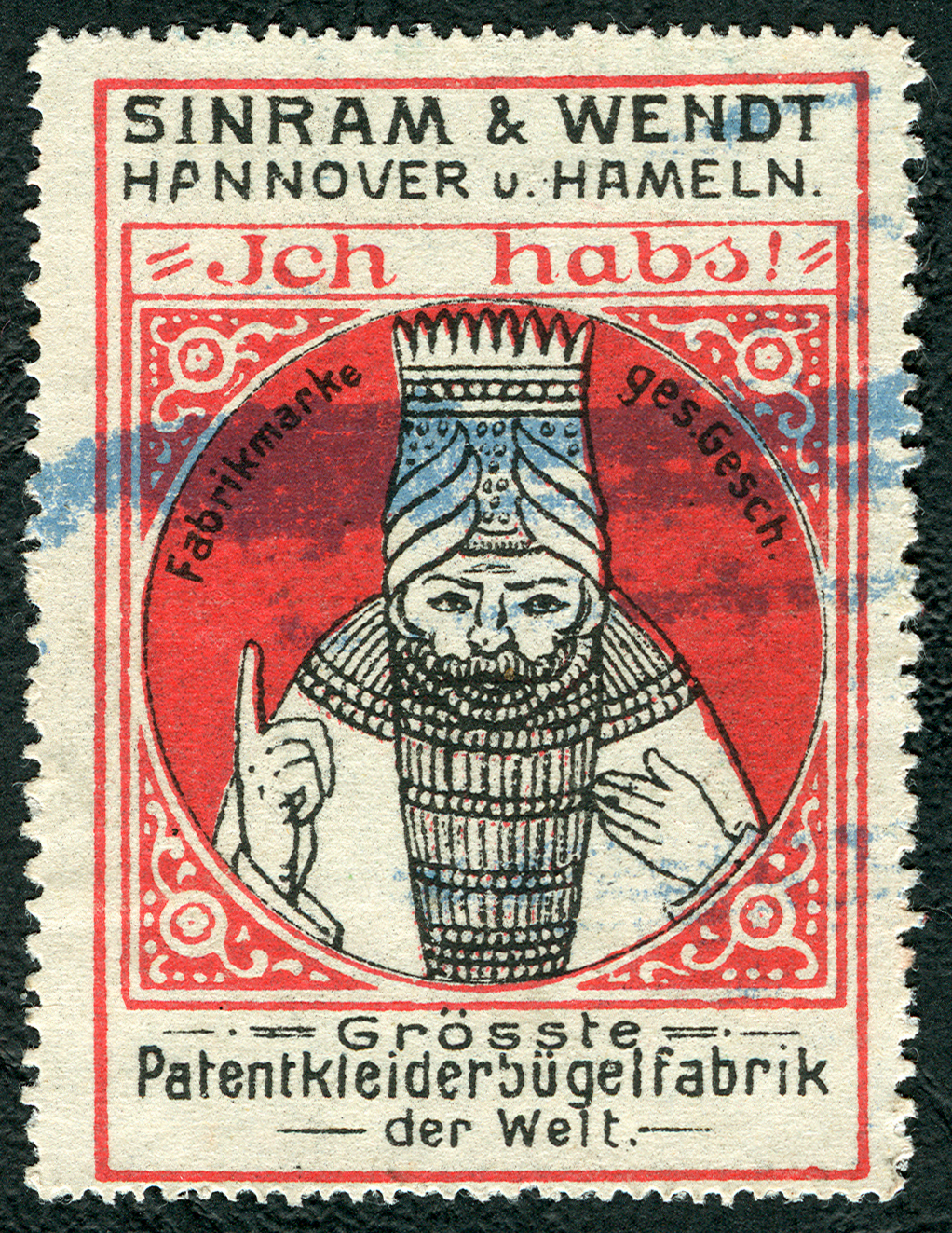
Reklamemarke „Ich hab’s“ von Sinram & Wendt mit Sitz in Hameln und Hannover

Sinram & Wendt war ein Ende des 19. Jahrhunderts gegründetes Unternehmen zur Herstellung von Kleiderbügeln und der absatzmäßig größte Hersteller seiner Art in Deutschland. Der Hauptstandort der Produktion der Holzwarenfabrik lag an der Afferder Landstraße, der spätere Hastenbecker Weg 86, in der Gemeinde Afferde bei Hameln.

## Geschichte
In der späten Gründerzeit des Deutschen Kaiserreichs begannen die beiden Unternehmer Friedrich Sinram und Carl Wendt im Jahr 1899 mit der „Fabrikation von Patent-Artikeln“, zunächst in der Kanalstraße beziehungsweise der Domeierstraße in Hameln, dann in Afferde und Hannover. Ihre Kleiderbügel fertigten sie anfangs noch auf handwerklicher Basis. Die Unternehmer spezialisierten sich rasch auf qualitativ hochwertige, „polierte, formschöne Bügel“ zur Schonung der Stoffe und zum Erhalt der Form der Kleider. Mit wachsender Fertigung der verschiedensten Arten und Formen von Bügeln wurde nach der Holzverarbeitung auch bald auch die für die Kleiderbügel notwendigen metallenen Haken und Gestelle im eigenen Unternehmen produziert sowie die spätere galvanische Behandlung der Metallteile im Werk vorgenommen.
Ihre verschiedenen Qualitätsbügel vertrieb das Unternehmen unter den Markennamen Union für den Kleiderbügel, Gnom für den Beinkleiderhalter und Kuli für den „Kleider-Ausklopf-Apparat“. Ihre Produkte vertrieb Sinram & Wendt zunächst in Deutschland, gewann später aber auch auf dem Weltmarkt regelmäßige Abnehmer hinzu. Anfang des 20. Jahrhunderts war dem Unternehmer Arthur Buckwitz in Wien der Alleinverkauf für Österreich-Ungarn zugesichert worden. Etwa zur selben Zeit konnte Sinram & Wendt in der Jubiläumsausgabe zum zehnjährigen Bestehen der Wochenschrift Simplicissimus im Jahr 1905 in einer künstlerisch illustrierten Anzeige damit werben, Bügel mit dem Prägestempel der Firma seien „im persönlichen Gebrauch Sr. Majestät des Deutschen Kaisers“ Wilhelm II.
Obgleich ein Großbrand im Jahr 1907 das Unternehmen wirtschaftlich schwer angeschlagen hatte, bezeichnete sich die Firma 1914 wieder als „Größte Patent-Kleiderbügel-Fabrik der Welt.“
Mitten im Ersten Weltkrieg gelangte das Werk in den Besitz der Familie Niehenke.
Während der Weimarer Republik verbreiterte das Unternehmen 1926 sein Sortiment durch die Produktion von zerlegbaren Möbeln.
Zur Zeit des Nationalsozialismus zu Beginn des Zweiten Weltkrieges beschäftigte das Unternehmen rund 300 Mitarbeiter, setzte aber als Großbetrieb mit Rüstungs- beziehungsweise kriegswichtiger Produktion schon bald auch ausländische Zwangsarbeiter ein, Mitten im Krieg erhielt Rudolf Niehenke, Seniorchef des Unternehmens, laut dem Grundbuch von Glienig 1940 ein Darlehen zum Bau von vier Werkwohnungen in Damsdorf in Brandenburg.
Nach dem Tod von Rudolf Niehenke übernahm dessen Sohn Johann Niehenke im Jahr 1942 die Leitung des Werkes in Hameln. zumal neben Kleinmöbeln auch Munitionskisten hergestellt wurden. 1943 verlagerte die Franz Kaminski GmbH, die schon zuvor vom Reichsluftfahrtministerium einen Großauftrag zur Überarbeitung von BMW-Flugmotoren übernommen und dafür Teile von Sinram & Wendt gepachtet hatte, einen Teil seiner Produktion auf das Gelände von Sinram & Wendt – und setzte schon im Folgejahr selbst rund 500 Zwangsarbeiter ein.
Insbesondere in der Nachkriegszeit ging mit dem Aufkommen moderner Kunststoffe der Anteil von Holz als Hauptrohstoff des Unternehmens mehr und mehr zugunsten von Kunststoff zurück.
Mitte der 1960er Jahre beschäftigte Sinram & Wendt in Hameln rund 600 Arbeitnehmer, weitere 50 in einem Zweigwerk. Gemeinsam produzierten die Beschäftigten seinerzeit „viele Millionen Kleiderbügel“ jährlich.
Anfang der 1970er Jahre stellte Sinram und Wendt unter anderem den Anzugständer „WINDSOR-Electric“ her zum Lieferpreis von 278 DM.

## Direktorenvilla
Von dem ehemaligen Unternehmen hat sich die – denkmalgeschützte – Direktorenvilla Sinram & Wendt auf einem baumbestandenen Grundstück in Hameln erhalten.

## Archivalien
Archivalien von und über Sinram & Wendt finden sich beispielsweise
- als Vorgang 2857 unter dem Titel Darlehen für Rudolf Niehenke in Hameln – Afferde zum Bau von vier Werkwohnungen in Damsdorf, Grundbuch Glienig Bd. 2 Bl.... (1940–1941) im Brandenburgischen Landeshauptarchiv (BLHA), Archivsignatur 2A I SW 2857 (frühere Signatur: 26493)[8]